# Ignacy Potocki
Bá tước Roman Ignacy Potocki, thường được gọi là Ignacy Potocki (phát âm tiếng Ba Lan: [iɡˈnatsɨ pɔˈtɔtskʲi] ; 1750–1809), là một nhà quý tộc người Ba Lan, thành viên của gia đình quyền quý Potocki có tầm ảnh hưởng, người cai quản của Klementowice và Olesin (gần Kurów). Ông đồng thời cũng là một chính trị gia, nhà văn và quan chức chính phủ. Ông giữ chức vụ Nguyên soái của Hội đồng thường trực (Rada Nieustająca) vào năm 1778–1782, Đại lục sự của Litva từ năm 1773, Thống chế Hoàng gia Litva từ năm 1783, Đại nguyên soái Litva từ ngày 16 tháng 4 năm 1791 đến năm 1794.
Ignacy Potocki cũng là một nhà hoạt động giáo dục. Ông là thành viên của Ủy ban Giáo dục Quốc gia, là người khởi xướng và giữ vai trò chủ tịch của Hiệp hội Sách giáo khoa Tiểu học. Ông từng là đối thủ của vua Stanisław II August  trong những năm 1770 và 1780, đồng thời là một nhân vật quan trọng trong nền chính trị Ba Lan thời bấy giờ. Trong thời kỳ Đại nghị viện, ông là lãnh đạo của Đảng Ái quốc và phong trào canh tân, về sau ông cũng đã đứng về phía Nhà vua trong nhiều dự án cải cách đất nước. Là người có khuynh hướng ủng họ nước Phổ, ông đã tìm cách hậu thuẫn để Ba Lan ký kết liên minh với Phổ vào năm 1790. Ông là đồng tác giả của Hiến pháp ngày 3 tháng 5 năm 1791.

## Cuộc đời

### Thời niên thiếu
Potocki sinh ra ở Radzyń vào ngày 28 tháng 2 năm 1750 trong gia đình ông trùm có ảnh hưởng lớn Potocki. Ông là con trai của Eustachy Potocki và Marianna Kątska, anh trai của Jerzy Michał Potocki, Jan Nepomucen Eryk Potocki và Stanisław Kostka Potocki.
Potocki là cựu sinh viên của trường Cao đẳng Nobilium ở Warsaw, nơi ông theo học trong thời gian từ năm 1761–1765. Sau năm 1765, ông bắt đầu học thần học và luật tại Trường Cao đẳng Nazarenum ở Roma cho đến khoảng năm 1769. Cha mẹ ông lúc đầu định cho ông gia nhập vào hàng ngũ giáo sĩ, nhưng ông không chịu đi theo con đường này. Sau chuyến du ngoạn tới Ý và Đức, ông trở về Ba Lan vào khoảng năm 1771. Ngày 27 tháng 12 năm 1772, ông kết hôn với Elżbieta Lubomirska. Cuộc hôn nhân này đã đưa ông đến gần hơn với phe chính trị Familia. Ngay từ sớm, Potocki đã gây được ấn tượng lớn đối với nhiều người cùng thời của mình, để từ đó ông đã trở thành lãnh đạo tiếp theo của Familia. Từ năm 1772, ông được mời tham dự Bữa tối Thứ Năm của Vua Stanisław II Augustus.

### Sự nghiệp chính trị
Là thành viên (1772–1791) của Ủy ban Giáo dục Quốc gia Ba Lan (Komisja Edukacji Narodowej) - Bộ giáo dục đầu tiên trên thế giới - Potocki là người khởi xướng và chủ trì Hiệp hội Sách giáo khoa Tiểu học (Towarzystwo do Ksiąg Elementarnych, được thành lập vào năm 1775). Ông còn là người quản lý việc cải tạo Thư viện Załuski (năm 1774). Bên cạnh đó, ông đã tham gia vào việc phát triển nhiều dự án, có thể kể đến như chương trình giảng dạy lịch sử trong nước. Năm 1781, ông xem xét và rất ủng hộ những hoạt động của Hugo Kołłątaj tại Học viện Cracow. Sự tham gia của ông với các dự án giáo dục đã khiến người ta đặt cho ông biệt danh bakałarz (người có bằng tú tài, giáo viên). Những đóng góp trong việc cải cách giáo dục của ông dần ít đi khi Hạ viện diễn ra (1788–1792), do ông phải tham gia ngày càng nhiều vào những chương trình cải cách có quy mô lớn hơn.

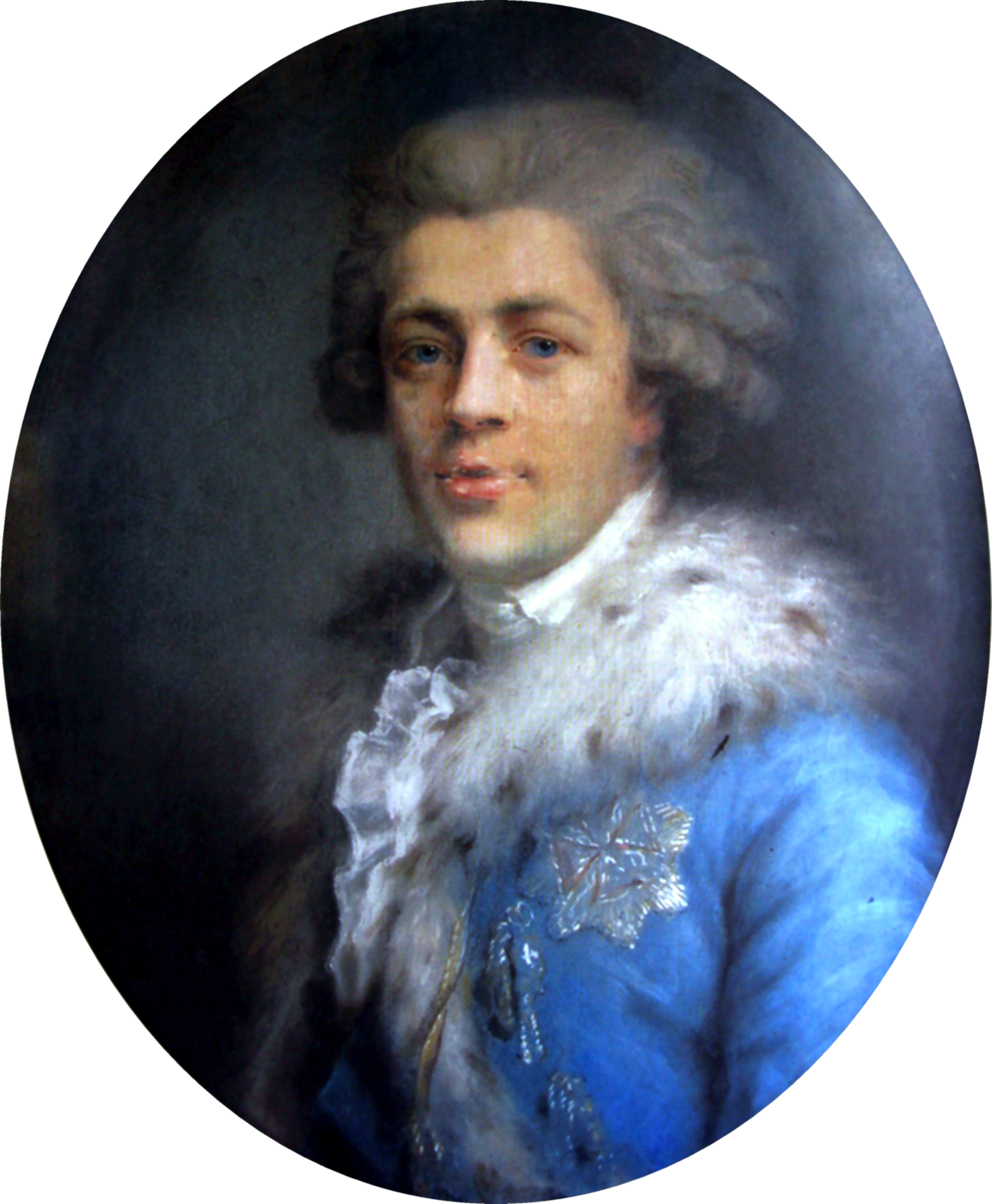
Tranh vẽ Ignacy Potocki của Anna Rajecka

Vào ngày 29 tháng 5 năm 1773, ông nhận chức Đại lục của Lithuania, đây một vị trí được đánh giá là tương đối thấp so với chức vụ của các ông trùm trong gia đình Potocki. Ông tham gia vào một số ủy ban thuộc Hạ viện phân vùng năm 1773. Nhận thấy mình đang có nhiều vấn đề bất đồng ý kiến với nhà vua, ông từ chối một ghế trong Hội đồng Thường trực dù được đề nghị vào tháng 3 năm 1774. Nhà vua đã cố gắng xoa dịu bằng việc trao tặng ông Huân chương thánh Stanislaus vào ngày 14 tháng 7, nhưng điều đó cũng không thể đưa Potocki về phía mình. Trong một thập kỷ rưỡi tiếp theo, Potocki đã trở thành một trong những nhà phê bình và người phản đối chính trị chính của Stanisław II August. Vào năm 1776, ông đến Moscow để tham gia tranh luận trong việc hạn chế quyền lực của nhà vua và đại sứ Nga, Otto Magnus von Stackelberg, nhưng không thành công. Cuối năm đó, cuộc tranh cử của ông vào Hạ viện đã xảy ra tranh chấp. Trong sự kiện này, nhà vua và Stackelberg đã cố gắng ngăn chặn việc ông tranh cử. Tuy nhiên, vào năm 1778, giữa nhà vua và Stackelberg đã có sự rạn nứt, điều này cho phép Potocki, thông qua những mưu kế chính trị, giữ chức chủ tịch Hội đồng thường trực và Thống chế của Hạ viện.  Năm đó ông cũng phong trở thành Hiệp sĩ của Huân chương Đại bàng trắng.
Năm 1779, Potocki tham gia vào Hội Tam điểm và đến năm 1780, ông  đã được làm người đứng đầu một chi nhánh của hội. Ông trở thành người lãnh đạo trên thực tế của "Familia", và của phe đối lập chống hoàng gia (sau khi người lãnh đạo trước đó của nó, Stanisław Lubomirski, qua đời vào năm 1783). Cũng trong năm 1783, vợ ông không may qua đời.
Trong lúc ông có một chuyến đi đến Ý và Pháp, phe Familia đã dùng đã dẫn đảnh hưởng của mình để Potocki được bổ nhiệm vào văn phòng Thống chế của Hoàng gia Litva. Ông tiếp tục phản đối các dự án khác nhau của hoàng gia tại các phiên họp của Sejm vào năm 1784 và 1786. Năm 1785, ông chịu tai tiếng vì có liên quan đến sự kiện Dogrumowa, khi đưa ra cáo buộc sai lầm rằng nhà vua đã xúi giục một âm mưu đầu độc.
Thất vọng với việc Nga không có động thái ủng hộ bất kỳ cải cách lớn nào ở Ba Lan, ông chuyển sang ủng hộ một liên minh với Vương quốc Phổ. Mặc dù điều này dẫn đến sự chia rẽ của phe đối lập chống hoàng gia, ông vẫn được coi là lãnh đạo của phe đối lập (Đảng Ái quốc) khi Đại hội hạ viện bắt đầu vào năm 1788. Sau một số biến động chính trị, những nỗ lực để tạo ra mối quan hệ chặt chẽ hơn với Phổ (cuối cùng sẽ phát triển thành liên minh Ba Lan-Phổ) và một cuộc cải tổ lớn ở trong chính phủ của ông bắt đầu được đẩy nhanh vào năm 1789. Dù lúc đầu thiên về hình thức chính phủ cộng hòa, thực tế chính trị (có thể kể đến chiến thắng của phe hoàng gia trong cuộc bầu cử năm 1790) đã khiến ông phải chấp nhận cách tiếp cận theo hình thức quân chủ lập hiến. Năm 1790, qua sự kết nối của Scipione Piattoli, nhà vua và Potocki bắt đầu có những hành động xích lại gần nhau hơn, khi họ cùng nhau soạn thảo một văn bản mà cuối cùng đã trở thành hiến pháp ngày 3 tháng 5 năm 1791. Cùng với Poniatowski, Kołłątaj và Piattoli, ông được coi là một trong những tác giả chính của văn bản này. Ông ủng hộ chế độ bán đảo chính, qua đó hiến pháp được thông qua vào ngày 3 tháng 5 năm 1791.
Ngày 17 tháng 5 năm 1791, ông từ chức trong Ủy ban Giáo dục Quốc gia để được bổ nhiệm vị trí Bộ trưởng Bộ Cảnh sát trong chính phủ mới thành lập, Lực lượng Bảo vệ Pháp luật. Từ tháng 3 năm 1792 ông cũng giữ thêm chức vụ Bộ trưởng Bộ Chiến tranh. Trong Chiến tranh Bảo vệ Hiến pháp năm 1792, ông đã tới Berlin để yêu cầu chính phủ Phổ hỗ trợ nhưng bất thành. Vào ngày 4 tháng 7 năm 1792, một sự kiện bí ẩn xảy ra khiến ông bị xuống tinh thần đột ngột và từ bỏ mọi chức vụ bộ trưởng của mình. Là một nhân vật có tiếng nói luôn lên án Liên minh Targowica và có thể là tác giả của một tập tài liệu ẩn danh chống đối Targowica, chính phủ Nga đã đặc biệt yêu cầu không được để ông tham gia vào các cuộc đàm phán. Ông nhất quyết từ chối tham gia Liên minh Targowica, ngay cả sau khi Poniatowski gia nhập nó.

### Cuối đời
Sau chiến thắng của Liên minh Targowica và Hiến pháp ngày 3 tháng 5 bị bãi bỏ, Potocki di cư khỏi Khối thịnh vượng chung Ba Lan-Litva để đến sốngở Leipzig.  Cùng với Tadeusz Kościuszko, ông đề xuất một kế hoạch xây dựng một liên minh cộng hòa Pháp-Ba Lan, tuy nhiên phía Pháp không ủng hộ ý tưởng này. Ông là đồng tác giả của một tác phẩm với Hugo Kołłątaj, Về việc thông qua và sụp đổ của Hiến pháp Ba Lan ngày 3 tháng 5 (O ustanowieniu i upadku Konstytucji Polskiej 3-go Maja, 1793).
Potocki đã tham gia vào việc chuẩn bị cho Cuộc nổi dậy Kościuszko năm 1794. Đầu tháng 4, ông  rời Leipzig để đến Kraków. Ông đã tham gia vào các cuộc đàm phán ngoại giao với các thế lực nước ngoài khác nhau trong một nỗ lực vô vọng để giành được sự ủng hộ cho quân nổi dậy, nhưng tất cả đều không thành công. Trong chính phủ nổi dậy, ông là thành viên của Hội đồng Quốc gia Tối cao (Rada Najwyższa Narodowa ), với tư cách là người đứng đầu cơ quan ngoại giao. Sau khi Cuộc nổi dậy bị đàn áp, thay vì trốn chạy lần nữa, ông đã chọn ở lại tham gia vào các cuộc đàm phán điều kiện đầu hàng, hành động này đã khiến nhiều người phải rất kính trọng ông. Cuối cùng vào ngày 21 tháng 12 năm 1794, ông bị chính quyền Sa hoàng Nga bắt giam. Ông mất hầu hết tài sản của mình sau Cuộc nổi dậy do bị tịch thu. Gần cuối đời, ông gặp rắc rối vì không có khả năng chi trả cho các khoản nợ từ những năm 1780.
Sau cái chết của Catherine Đại đế, Potocki được thả tự do vào năm 1796. Ông trở về sống tại Kurów, quận Puławy (miền trung Ba Lan). Tại đây, ông dành hết tâm sức cho việc nghiên cứu lịch sử, xuất bản một số cuốn sách, bản dịch và bình luận. Ông cũng viết thơ, nhưng những bài thơ đó chưa bao giờ được xuất bản trong suốt cuộc đời của ông. Các nhà sử học hiện vẫn tranh luận về khả năng ông là tác giả của ông một số tác phẩm vô danh (chủ yếu là tài liệu chính trị). Ông tách mình khỏi các nhà hoạt động khi họ thảo luận về một cuộc nổi dậy mới, nhưng ông vẫn bị chính quyền Áo bắt giữ và bỏ tù một lần nữa trong những năm 1798–1800. Năm 1801, ông gia nhập Hiệp hội Khoa học Warsaw. Ông trở lại chính trường ngay sau khi phần lớn Galicia được Napoléon giải phóng và quay trở lại với Công quốc Warsaw. Trong cuộc đàm phán với Napoléon ở Dresden, ông bị mắc bệnh tiêu chảy nghiêm trọng và qua đời vào ngày 30 tháng 8 năm 1809. Ông được chôn cất ở Wilanów.
Ông không có hậu duệ nào. Người con gái duy nhất còn sống của ông, Krystyna, (sinh năm 1778) qua đời năm 1800. Số tài sản còn sót lại của ông được thừa kế bởi một người cháu trai tên là Aleksander Potocki.

## Tưởng nhớ
Về đời tư, một điểm yếu của ông được cho là thói ham cờ bạc. Tuy nhiên, hầu hết mọi người đều nhắc về ông như một nhà cải cách chính trực, luôn đặt lợi ích của đất nước lên trên lợi ích của mình.
Ông là một trong những nhân vật trong bức tranh vẽ năm 1891 của Jan Matejko, Hiến pháp ngày 3 tháng 5 năm 1791.